# Тефра
Тѐфрата (от гръцки: τεφρα – „пепел“) е материал, изграден от различни по големина и състав, неспоени отломки, изхвърлени при вулканично изригване. При спояването си, отломките от тефра образуват пирокластити, а когато химически се циментират образуват вулканични туфи.
Според големината на съставящите я фрагменти, тефрата се дели на:
- вулканична пепел – частиците са с диаметър по-малък от 2 mm.
- лапили – диаметър 2 – 64 mm.
- вулканични бомби – по-големи от 64 mm.

- частичка пепел
- лапили
- вулканична бомба

При изригване, най-големите фрагменти тефра падат най-бързо и съответно не изминават голямо разстояние от кратера. По-малките частици обаче, могат да се задържат във въздуха с дни и седмици и да изминат хиляди километри, понякога обикаляйки цялата Земя. При изхвърлянето на големи количества фина тефра, могат да се образуват огромни непрогледни облаци, затъмняващи големи земни площи. В екстремни случаи, тези облаци могат да доведат до глобален спад на температурите и да причинят вулканична зима.